# ۶۸۱ (میلادی)
۶۸۱ (میلادی) ششصد و هشتاد و یکمین سال تقویم میلادی است.

## درگذشتگان
‎